# ここでまた会おう
「ここでまた会おう」（ここでまたあおう）は、2001年2月・3月に、NHKの音楽番組『みんなのうた』で放送された楽曲。作詞：かの香織、作曲・編曲：星勝、歌：亀渕友香&The Voices of Japan。